# Strandhafer-Graseule

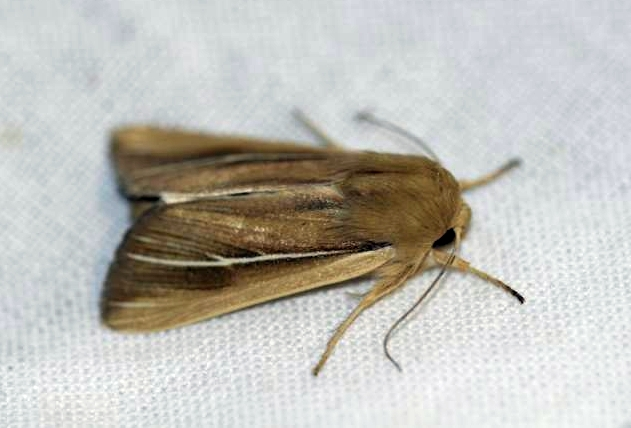
Falter mit brauner Grundfarbe

Die Strandhafer-Graseule (Mythimna litoralis), zuweilen auch als Strandhafer-Weißadereule bezeichnet, ist ein Schmetterling (Nachtfalter) aus der Familie der Eulenfalter (Noctuidae).

## Beschreibung

### Falter
Die Flügelspannweite der Falter beträgt 33 bis 41 Millimeter. Die Grundfarbe der Vorderflügeloberseite variiert von Braun über Strohgelb, und Beige bis zu Ocker. Deutlich hebt sich eine schwarze Wurzelstrieme ab. Die Ader unter der Zelle ist bis zum Außenrand auffällig weiß. Querlinien und Makel fehlen. Die Hinterflügeloberseite ist glänzend weiß.

### Raupe
Ausgewachsene Raupen haben eine rötlich gelbe, zuweilen grüngraue Grundfärbung. Sie zeigen eine dünne, helle, braun eingefasste Rückenlinie, schwärzliche Nebenrückenlinien sowie einen hellen Seitenstreifen. Die Stigmen sind schwarz.

### Ähnliche Arten
Mythimna albiradiosa ist kleiner und auf der Vorderflügeloberseite wesentlich heller gefärbt. Da diese Art in Sibirien vorkommt, gibt es auch keine geographische Überlappung mit Mythimna litoralis.

## Verbreitung und Lebensraum
Die Strandhafer-Graseule kommt in den Küstenregionen Marokkos, Portugals, Spaniens und Frankreichs, an den Küsten von Nord- und Ostsee sowie denjenigen der Britischen Inseln vor. Sie besiedelt Ufer-, Strand- und Dünenlandschaften. Von diesem Lebensraum leitet sich auch der wissenschaftliche Name der Art ab (lat. littus = Küste. In älterer Literatur wird das Art-Epitheton zuweilen auch littoralis geschrieben).

## Lebensweise
Die Falter fliegen in einer Generation im Jahr und sind zwischen Juni und August anzutreffen. Sie sind nachtaktiv und fliegen künstliche Lichtquellen an. Die Raupen erscheinen im September, überwintern und verpuppen sich im Mai des folgenden Jahres. Sie ernähren sich von den Blättern des Gewöhnlichen Strandhafers (Ammophila arenaria).

## Gefährdung
Die Strandhafer-Graseule kommt in Deutschland nur an den Küsten vor, ist jedoch
wegen des zunehmenden Tourismus an den Stränden im Rückgang begriffen und wird deshalb in der Roten Liste gefährdeter Arten auf der „Vorwarnliste“ geführt.